# Myxozyma monticola
Myxozyma monticola är en svampart som beskrevs av Pretor. & Spaaij 1993. Myxozyma monticola ingår i släktet Myxozyma och familjen Lipomycetaceae.   Inga underarter finns listade i Catalogue of Life.